# Charles Gilbert Heathcote
Charles Gilbert Heathcote (Conington, 2 marzo 1841 – Kilmeston, 15 novembre 1913) è stato un tennista britannico.

## Biografia
Proveniva dalla piccola nobiltà, essendo nato nel castello di Conington dai proprietari John ed Emily Heathcote. Studiò ad Eton e al Trinity College, e divenne avvocato. Si sposò con Lucy Wrottesley, e tra i figli da lei avuti Walter Heathcote fu console britannico in Turchia.
Pioniere dello sport, fu uno dei fondatori dell'All England Lawn Tennis and Croquet Club, così come uno degli organizzatori del primo torneo di Wimbledon assieme al fratello John. Fu anche tra i partecipanti ai primi singolari maschili di Wimbledon: nel 1877 raggiunse le semifinali, venendo battuto dal futuro campione Spencer Gore (2-6, 5-6, 2-6) e perdendo anche la finale per il secondo posto contro William Marshall (4-6, 4-6), classificandosi quindi terzo; nel 1878 venne eliminato nei turni preliminari; nel 1879 giunse ai quarti di finale, venendo eliminato dal futuro campione John Hartley (4-6, 3-6, 3-6); infine nel 1880 venne eliminato al terzo turno. Dopo quest'ultima sconfitta non partecipò più al torneo.
Per il resto della vita fu magistrato a Brighton, morendo nel 1913.